# Gustav Kilian
Gustav Kilian   (Ciutat de Luxemburg, 3 de novembre de 1907 - Dortmund, 19 d'octubre de 2000) fou un ciclista alemany, que es va especialitzar en les curses de sis dies de les quals va aconseguir 34 victòries, de les quals 29 fent parelles amb Heinz Vopel. La majoria van ser en proves als Estats Units d'Amèrica i al Canadà. El 1948 va adquirir la nacionalitat luxemburguesa, i el 1951 recupera la nacionalitat alemanya.
El seu fill Gustav també fou ciclista.

## Palmarès
- 1934
  - 1r als Sis dies de Cleveland (amb Werner Miethe i Heinz Vopel)
- 1935
  - 1r als Sis dies de Chicago (amb Heinz Vopel)
  - 1r als Sis dies de Mont-real 1 (amb Heinz Vopel)
  - 1r als Sis dies de Nova York (amb Heinz Vopel)
  - 1r als Sis dies de Pittsburgh (amb Heinz Vopel)
  - 1r als Sis dies de Mont-real 2 (amb Heinz Vopel)
- 1936
  - 1r als Sis dies de Milwaukee (amb Heinz Vopel)
  - 1r als Sis dies de Nova York (amb Heinz Vopel)
  - 1r als Sis dies de Chicago (amb Heinz Vopel)
  - 1r als Sis dies de Mont-real (amb Heinz Vopel)
  - 1r als Sis dies de Londres (amb Heinz Vopel)
- 1937
  - 1r als Sis dies de Cleveland (amb Heinz Vopel)
  - 1r als Sis dies de Milwaukee (amb Heinz Vopel)
  - 1r als Sis dies de Saint Louis (amb Heinz Vopel)
  - 1r als Sis dies d'Indianapolis (amb Heinz Vopel)
  - 1r als Sis dies de Mont-real (amb Heinz Vopel)
  - 1r als Sis dies de Nova York (amb Heinz Vopel)
  - 1r als Sis dies de Chicago (amb Heinz Vopel)
  - 1r als Sis dies de Buffalo (amb Heinz Vopel)
- 1938
  - 1r als Sis dies de Cleveland (amb Heinz Vopel)
  - 1r als Sis dies de Chicago 1 (amb Heinz Vopel)
  - 1r als Sis dies de Nova York (amb Heinz Vopel)
  - 1r als Sis dies de Chicago 2 (amb Heinz Vopel)
  - 1r als Sis dies de Buffalo (amb Bobby Thomas)
- 1939
  - 1r als Sis dies de Milwaukee (amb Heinz Vopel)
  - 1r als Sis dies de San Francisco (amb Heinz Vopel)
  - 1r als Sis dies de Buffalo (amb Cecil Yates)
  - 1r als Sis dies de Chicago (amb Bobby Thomas)
- 1940
  - 1r als Sis dies de Columbus (amb Henry O'Brien)
  - 1r als Sis dies de Cleveland (amb Heinz Vopel)
- 1941
  - 1r als Sis dies de Buffalo (amb Heinz Vopel)
- 1950
  - 1r als Sis dies de Hannover (amb Heinz Vopel)
  - 1r als Sis dies de Münster (amb Jean Roth)
- 1951
  - 1r als Sis dies de Berlín (amb Heinz Vopel)